# Simfonija št. 5 (Čajkovski)
Peter Iljič Čajkovski: Simfonija št. 5, e-mol, op. 64 (maj-avgust 1888)
Okviren čas trajanja: 46 minut.

## Stavki
1. Andante — Scherzo: Allegro con anima (e-mol)
2. Andante cantabile, con alcuna licenza (D-dur)
3. Valse: Allegro moderato (A-dur)
4. Andante maestoso - Allegro Vivace (Alla Breve) — Molto Meno Mosso (E-dur → e-mol → E-dur)

## Okoliščine nastanka
Glasbo Petra Iljiča Čajkovskega so različno vrednotili; za življenja je bil v domovini pogosto žrtev nerazumevanja nacionalističnih kritikov, ki so ga imeli za zastopnika zahodnjaške smeri v ruski glasbi, dunajski kritik Eduard Hanslick pa je ob njegovem violinskem koncertu postal docela prostaški (»Ali glasba tudi lahko smrdi?«). Modernisti 20. stoletja so mu očitali razčustvovanost: znameniti filozof Theodor Adorno je zapisal, da je drugi stavek 5. simfonije »čustvena navlaka, ki sodi v filmsko glasbo«. Zdi se, da so takšni očitki prišli iz mode hkrati z modernističnimi skrajnostmi in Čajkovski že dolgo velja za enega največjih romantičnih skladateljev. Morda je najtehtnejša sodba o Čajkovskem ugotovitev Igorja Stravinskega, ki je dejal, da je ta veliki melodik »najbolj ruski izmed vseh ruskih skladateljev«. V njegovem ustvarjanju se zahodnjaška oblikovna strogost druži s posebno slovansko mešanico občutljivosti in intenzivnosti, mehkobe in sile – s tistim čustvenim presežkom, ki ga zahodnjaki nikoli niso znali pojasniti in so mu zato nekoliko nedomiselno rekli kar »ruska duša«. 
Čajkovski je ustvaril 6 simfonij (in poleg njih še programsko obarvano Simfonijo Manfred), največkrat pa izvajajo zadnje tri, ki veljajo za vrhunec njegovega ustvarjanja. Druži jih skupna tematika, skladatelj je hotel z njimi izraziti svoje notranje boje ter upodobiti svoj pogled na človeka in njegov spopad z usodo. Za vse tri veljajo besede, ki jih je svoji podpornici, kneginji Nadeždi von Meck, februarja 1888 napisal o svoji Četrti simfoniji: »Usoda, ta moč, ki izničuje vsa naša prizadevanja, da bi našli srečo« ... »življenje z nenehnim preskakovanjem med mračno resničnostjo in vznesenimi sanjami« ... »in vendar je vredno živeti«. 
Peto simfonijo je Čajkovski začel pisati spomladi 1888. Junija tega leta je o njej pisal gospe von Meck, omenjal težave z zdravjem ter se pritoževal, da se mu glasbeno gradivo ne poraja več tako zlahka kot nekoč. Kljub tesnobi je bil na koncu s simfonijo zadovoljen in je 5. novembra 1888 sam vodil njeno prvo izvedbo v Sankt Peterburgu. Občinstvo je bilo očarano, zlohotne kritike pa so skladatelju znova omajale samozavest. K sreči je Čajkovski leta 1890 s 5. simfonijo doživel zmagoslavje v Hamburgu. Ob tej priložnosti mu je osebno čestital tudi Johannes Brahms, ki je bil prav tedaj na obisku v svojem rojstnem mestu. 5. simfonija je še danes med najbolj priljubljenimi deli Čajkovskega. Usodna, temačna uvodna tema se pojavi v vseh njenih štirih stavkih; to jo približuje ciklični formi programsko obarvane simfonične pesnitve. Da je Čajkovski hotel v simfoniji upodobiti svoj intimni boj z usodo, pričajo beležke ob skicah zanjo iz aprila 1888: »Uvod. Popolna vdanost v usodo ali – to je isto – v neizprosne sklepe Previdnosti. Allegro (I ) nezadovoljstvo, dvom, pritoževanje, očitki. (II) Ali bi se moral človek okleniti vere??? Čudovit program, če ga bom le zmogel izpeljati.« V isti glasbeni beležnici najdemo ob 2. temi drugega stavka skladateljev komentar: »tolažba, žarek luči«, pod njo pa odgovor: »ni upanja«. Lahkotni, a otožni scherzo v obliki valčka je zgled peterburškega klasicizma, prefinjene aristokratske kulture, ki se je v 18. in 19. stoletju oblikovala v carski prestolnici in je v marsičem zaznamovala celotno rusko umetnost, Čajkovski pa je s svojimi baleti dokazal, da je nedosegljiv mojster te estetske usmeritve. V finalu se usodni moto simfonije večkrat preoblikuje in nastopi zdaj obupano, zdaj grozeče in mogočno, zdaj spet kot pravoslavni koral, dokler se nazadnje ne razrase v zmagoslavno hvalnico življenju.